# Septuaginta (bướm đêm)
Septuaginta là một chi bướm đêm thuộc họ Pterophoridae.

## Các loài
- Septuaginta zagulajevi Ustjuzhanin, 1996